# Jean-Pierre Boisivon
Jean-Pierre Boisivon né le 25 juin 1940, est professeur émérite à l'université Panthéon-Assas, et fut délégué général de l’Institut de l'entreprise de 1997 à 2008.

## Carrière
Son parcours professionnel l'a conduit à exercer des responsabilités dans l'Éducation et dans les entreprises.
Instituteur de 1964 à 1969 puis professeur des Universités de 1980 à 2000, il a enseigné aux différents niveaux du système éducatif, et à l'Université de Paris II Panthéon-Assas.
Il a créé et dirigé, de 1987 à 1990, la Direction de l'évaluation et de la prospective au Ministère de l'Éducation nationale puis dirigé, de 1990 à 1997, le groupe Essec.
Il fut tour à tour chargé de mission à la Bourse de 1970 à 1978, Directeur général adjoint de la Caisse d'Épargne de Paris de 1978 à 1985, Secrétaire général de l'Union de Banques à Paris de 1985 à 1987 et Délégué général de l'Institut de l'entreprise de 1997 à 2008.
De 1993 à 2008, il également été Président du comité d'organisation des expositions du travail et du concours Un des Meilleurs Ouvriers de France.
Il a été Président du Conseil d'Administration du CNED (Centre National d'Enseignement à Distance) de décembre 2002 à juin 2005.
Commandeur de la Légion d'Honneur, Chevalier de l'Ordre national du Mérite, chevalier des palmes académiques.
L'Académie des sciences morales et politiques lui a attribué le prix Saintour pour l'ensemble de son œuvre (2004).

## Anciennes Fonctions et mandats sociaux
- Président du Conseil d'Orientation et de Réflexion de l'Assurance (CORA)
- Vice-président de l'institut Véolia Environnement
- Administrateur de la fondation un avenir ensemble
- Administrateur du Groupe GSE
- Administrateur INSIGNIS
- Gérant de SEFE Sarl

- Gérant de S4E Sarl
- Administrateur de Lafarge
- Président de la fondation Dénis Diderot